# Kháng sinh
Kháng sinh là một loại chất kháng khuẩn hoạt động chống lại vi khuẩn và là loại chất kháng khuẩn quan trọng nhất dùng trong đối phó nhiễm khuẩn. Các thuốc kháng sinh được sử dụng rộng rãi trong điều trị và phòng ngừa nhiễm khuẩn. Chúng có thể tiêu diệt hoặc cản trở vi khuẩn sinh trưởng. Một số lượng kháng sinh hữu hạn còn có khả năng chống nguyên sinh vật. Kháng sinh không có tác dụng chống lại virus gây các bệnh như cảm lạnh hay cúm, thuốc ức chế virus được gọi là thuốc chống virus hoặc kháng virus chứ không phải kháng sinh.
Đôi khi, thuật ngữ kháng sinh được sử dụng rộng rãi để nói đến mọi chất dùng để chống vi sinh vật, nhưng trong cách dùng y tế thông thường, kháng sinh (như penicillin) là loại được sản xuất tự nhiên (bởi một vi sinh vật chống vi sinh vật khác), trong khi kháng khuẩn không phải kháng sinh (như sulfonamide và antiseptic) là chất được tổng hợp hoàn toàn. Tuy nhiên, cả hai loại đều có chung mục tiêu là giết hoặc ngăn chặn vi sinh vật sinh trưởng và cả hai đều nằm trong hóa trị liệu kháng khuẩn. Các chất kháng khuẩn bao gồm thuốc sát khuẩn, xà phòng kháng khuẩn, chất tẩy hóa học; trong khi kháng sinh là loại kháng khuẩn quan trọng dùng chuyên biệt hơn trong y khoa và đôi khi trong thức ăn chăn nuôi.
Con người đã sử dụng kháng sinh từ thời cổ đại. Nhiều nền văn minh đã vận dụng bánh mì mốc, hiệu ứng có lợi của nó được nhắc đến nhiều từ Ai Cập, Trung Hoa, Serbia, Hy Lạp, La Mã cổ đại. John Parkinson (1567–1650) là người đầu tiên ghi chép trực tiếp việc sử dụng mốc để trị nhiễm trùng. Kháng sinh đã cách mạng hóa y học trong thế kỷ 20. Alexander Fleming (1881–1955) khám phá ra penicillin ngày nay vào năm 1928 và nó đã chứng tỏ lợi ích lớn lao với việc được sử dụng rộng rãi trong thời chiến. Tuy nhiên, tính hiệu quả và dễ tiếp cận của kháng sinh dẫn đến hành vi lạm dụng và một số vi khuẩn đã tiến hóa kháng kháng sinh. Do đó, Tổ chức Y tế Thế giới nhận định kháng kháng sinh là "mối đe dọa nghiêm trọng không chỉ là dự đoán cho tương lai mà nó đang xảy ra ngay lúc này, ở mọi nơi trên thế giới và có tiềm năng ảnh hưởng đến bất kỳ ai, ở bất kỳ độ tuổi nào, bất kỳ quốc gia nào". Thống kê năm 2019 cho thấy đã có khoảng 1.27 triệu người chết vì nhiễm khuẩn kháng kháng sinh.

## Sự đề kháng

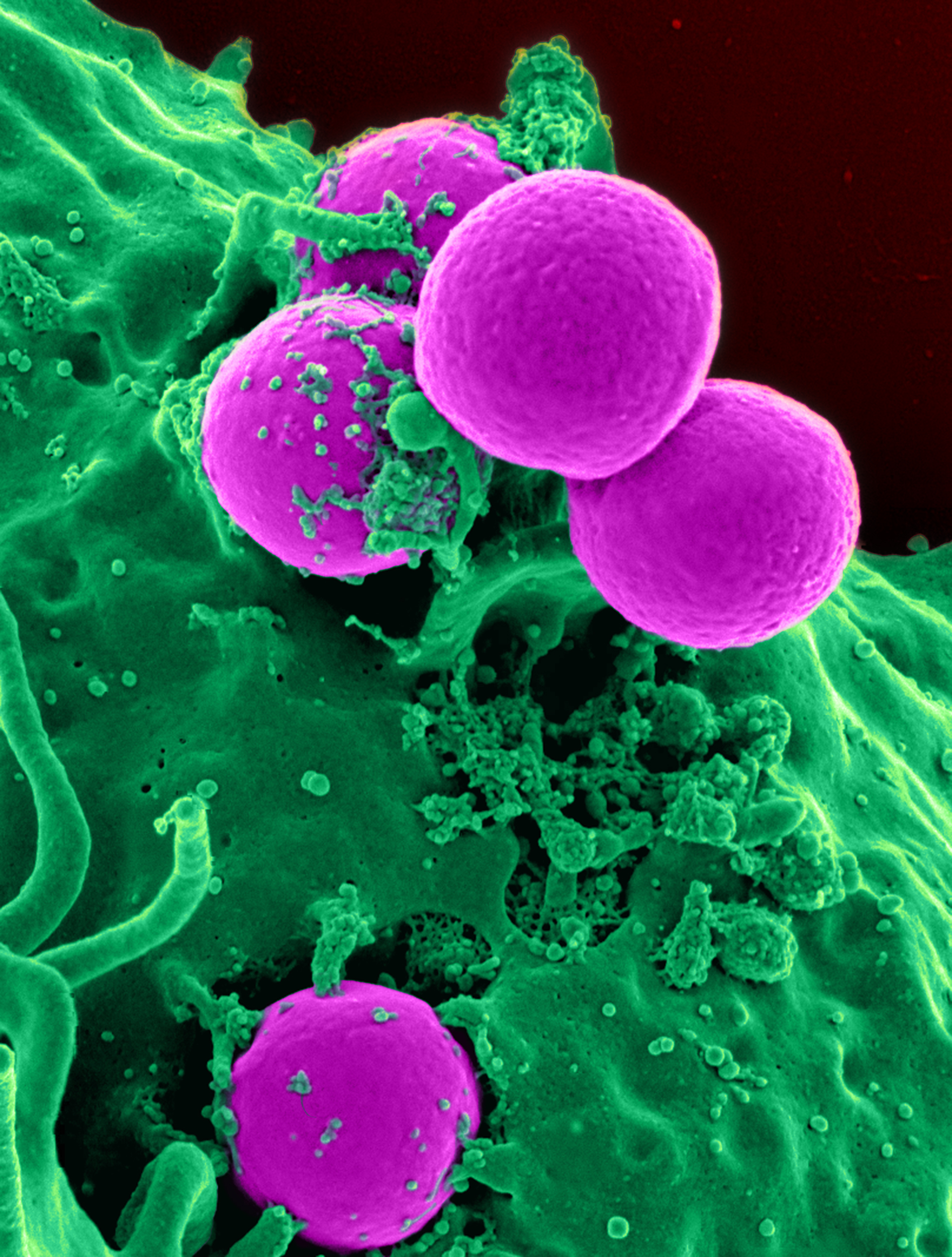
Ảnh hiển vi điện tử quét cho thấy bạch cầu trung tính người đang ăn Staphylococcus aureus kháng methicillin

### Sử dụng không phù hợp

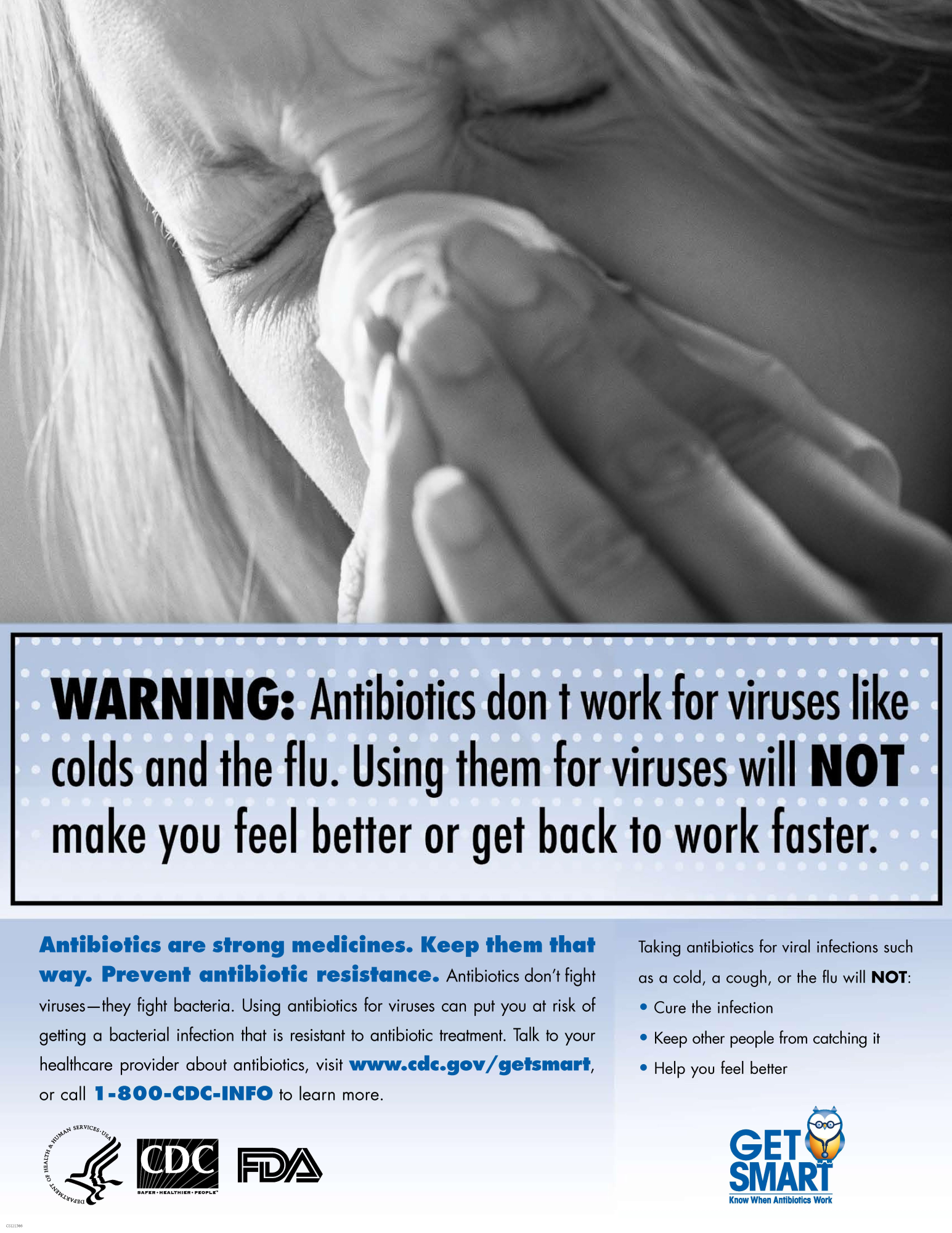
Áp phích từ chiến dịch "Get Smart" của Trung tâm Kiểm soát và Phòng ngừa Bệnh tật Hoa Kỳ dự định đặt trong phòng làm việc của các bác sĩ và cơ sở chăm sóc sức khỏe khác, cảnh báo rằng kháng sinh không có tác dụng đối với những bệnh do virus như cảm lạnh.

### Kháng sinh tổng hợp có nguồn gốc thuốc nhuộm

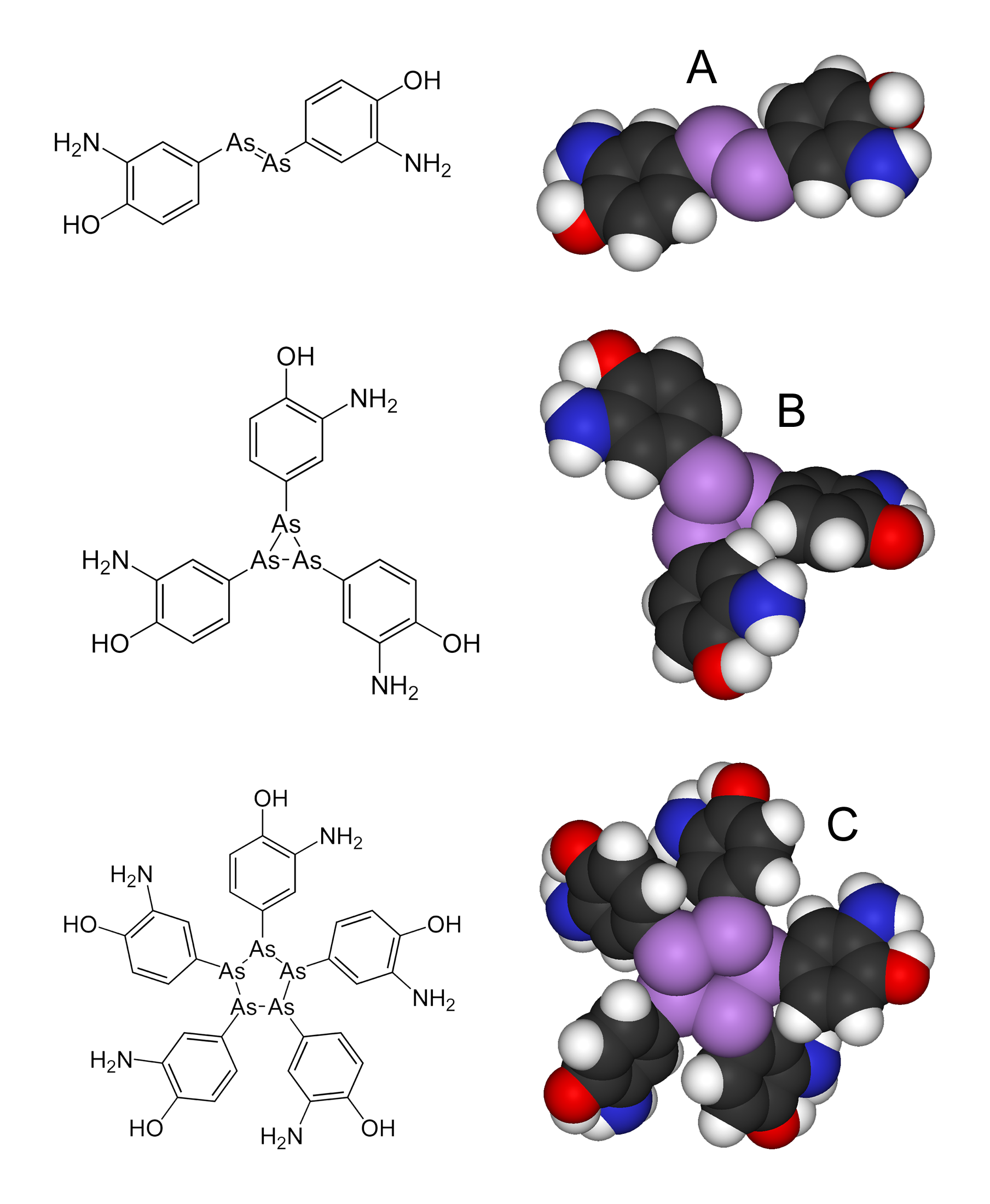
Arsphenamine hay còn gọi là salvarsan được Paul Ehrlich khám phá năm 1907.

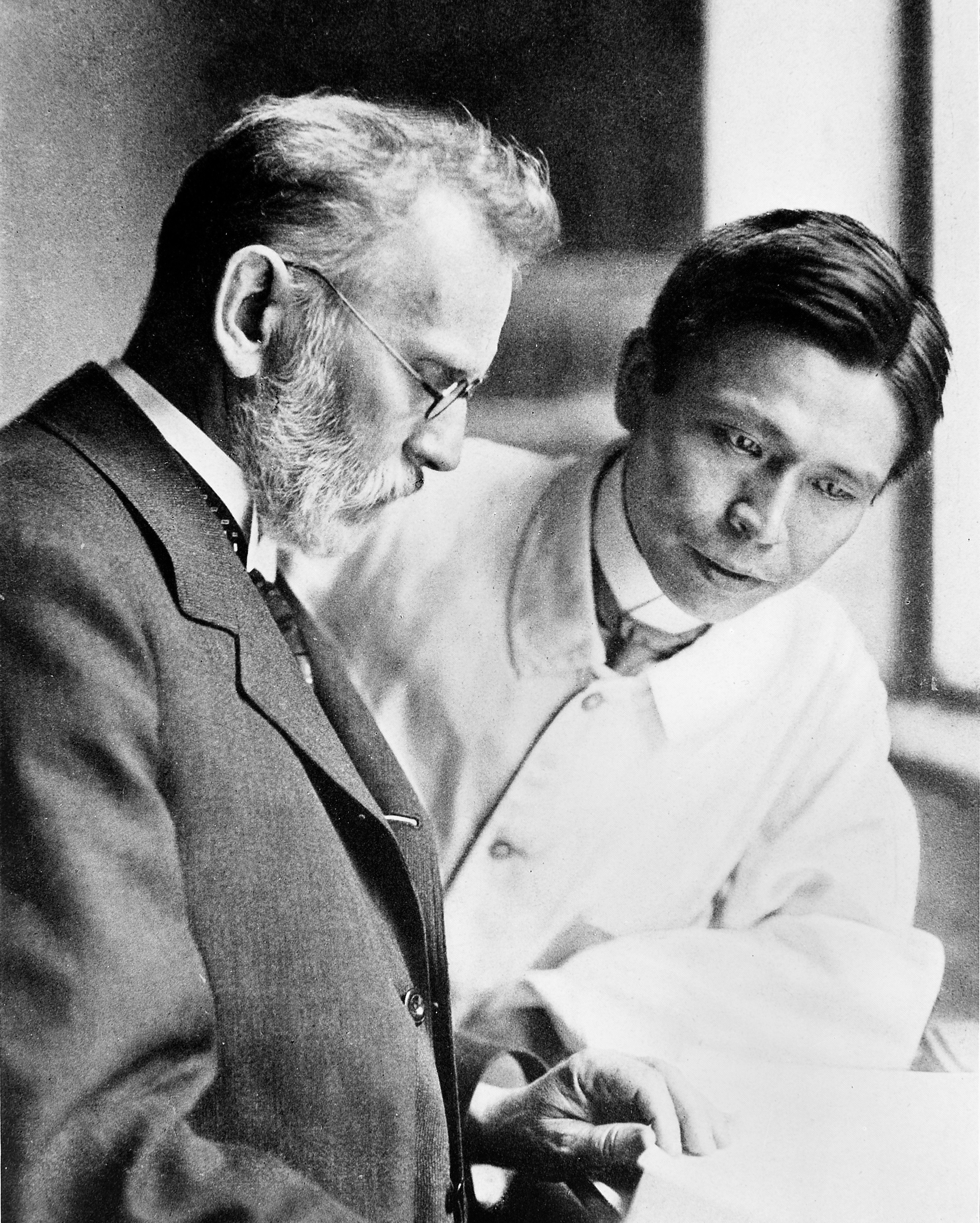
Paul Ehrlich và Sahachiro Hata

### Penicillin và những kháng sinh tự nhiên khác

Penicillin được Alexander Fleming khám phá năm 1928

Alexander Fleming được trao giải Nobel vì vai trò trong tiến trình khám phá ra penicillin